# Days (High and Mighty Color)
Days è un singolo degli High and Mighty Color, quarto ed ultimo estratto dall'album G∞VER.

## Descrizione
Pubblicato il 17 agosto 2005, come il precedente RUN☆RUN☆RUN è più orientato verso il pop rispetto ai precedenti singoli, ma si avvicina anche molto ad una ballata.
Sono stati girati due video musicali per Days, uno incentrato sul gruppo nel suo complesso, mentre l'altro si concentra più su Yūsuke. Il sito ufficiale descrive il brano come "una chiusura alla fine delle vacanze estive".
La title track venne successivamente inserita nella compilation 10 Color Singles.

## Tracce
Testi e musiche degli High and Mighty Color.
1. Days – 4:02
2. Seek – 4:22

## Formazione
- Mākii – voce
- Yūsuke – seconda voce
- MEG – chitarra solista
- Kazuto – chitarra ritmica
- Mai Hoshimura – tastiere
- Mackaz – basso
- SASSY – batteria